# 40459 Rektorys
40459 Rektorys este un asteroid din centura principală de asteroizi.

## Descriere
40459 Rektorys este un asteroid din centura principală de asteroizi. A fost descoperit pe 14 septembrie 1999 la Observatorul din Ondřejov de Petr Pravec și Peter Kušnirák. Asteroidul prezintă o orbită caracterizată de o semiaxă mare de 2,77 ua, o excentricitate de 0,12 și o înclinație de 8,3° în raport cu ecliptica.